# 小野賢章
小野賢章（日语：／ Ono Kenshō，1989年10月5日—），日本男演員、声優、歌手。福岡縣出生、東京都出身。高170厘米，重52公斤，A型血。
以前屬劇團向日葵系列的砂岡事務所，2012年9月30日退出了加入約14年的砂岡事務所，目前屬Animo Produce事務所。
2013年12月宣布將在2014年2月以黑子的籃球 第二季的片尾曲「FANTASTIC TUNE」為個人名義歌手身份出道。

## 經歷

### 童星時期
從12歲開始的十年間一直為哈利波特日語版主角哈利·波特配音，當時本人並沒有讀過哈利波特原作，飾演主角是因為被身為哈利波特的大粉絲母親勸誘去參加徵選會。當選時，身為哈利波特粉絲的雙親比他還高興。名字來自設計家安部兼章。由於當時還是小六，不太懂怎麼表演，所以都是照導演指示配音，後期漸漸能自己理解該怎麼演。在配第三作「哈利波特－阿茲卡班的逃犯」時，因為正處於變聲期，所以當中戰鬥場面的嘶吼聲配得非常辛苦。他一直拼命努力演出，以變聲期作契機開始思考更多關於演技的事情。

### 演員、聲優並存
以哈利波特日語吹替版作為契機而成為聲優。本人說過「聲優只能以聲音來傳達事物，不過演員能用表情跟肢體動作表達出來，雖然兩邊都有難點，不過能作為演員用身體表演也很快樂。」所以並沒有特別把聲優跟演員的工作區別開來，今後也不會拘泥於聲音的工作，會挑戰更多種工作。2014年接受聲帶息肉切除手術。

### 人際關係
2017年2月19日，有報道證實與同是聲優的花澤香菜是戀人關係，並同居於東京港區某公寓，本人亦於2017年2月22日在個人部落格承認交往，2020年7月8日宣布与花澤香菜结婚。

## 出演作品
粗字為主角、主要角色。

### 電視動畫
2006年
- TSUBASA翼 第二部（卡歐斯）

2007年
- 神靈狩/GHOST HOUND（古森太郎）
- 守護者系列（ヤーサム）

2008年
- 神奇寶貝鑽石&珍珠（阿柳）
- 幻影少年（ジョルジュ）

2009年
- 道子與哈金（レニーニ）

2010年
- STAR DRIVER 閃亮的塔科特（青木·翼）

2012年
- 影子籃球員（黑子哲也）
- 魔奇少年（練白龍）

2013年
- 銀狐（神尾悟）
- 魔界王子 devils and realist（雷歐納爾）
- 影子籃球員 第2季（黑子哲也）
- 魔奇少年 The Kingdom of Magic（練白龍）

2014年
- ALDNOAH.ZERO（斯雷因·特洛耶特）
- 少年好萊塢 -HOLLY STAGE FOR 49-（舞山春、キャット）
- 鑽石王牌（轟雷市）
- STRANGE+（羽井）
- 幕末Rock（沖田總司）
- 神奇寶貝XY 特別篇 最強超進化（艾嵐）
- 遊☆戲☆王ARC-V（榊遊矢、遊里）

2015年
- ALDNOAH.ZERO 第二期（斯雷因·特洛耶特）
- 終結的熾天使（百夜米迦爾）
- 終結的熾天使 名古屋決戰篇（百夜米迦爾）
- Q版變型金剛 柯柏文歸來之謎：更高人氣者之路（羅德）
- 银魂°（黑子野太助）
- 攻殼機動隊 ARISE ALTERNATIVE ARCHITECTURE（ブリンダジュニア）
- Charlotte（隆人）
- 純潔的瑪利亞（約瑟夫）
- 少年好萊塢 -HOLLY STAGE FOR 50-（舞山春、キャット）
- 高校星歌劇（那雪透）
- 黑子的籃球 第3季（黑子哲也）
- 戰國無雙（豐臣秀賴）
- 蒼穹之戰神 EXODUS（鏑木彗）

2016年
- 丸少爺（17歲的坂上邪留丸）
- ポンコツクエスト〜魔王と派遣の魔物たち〜（カツラギ）
- 神奇寶貝XY XY&Z篇（艾嵐）
- 疾走王子Alternative（小日向穗積）
- 幸運邏輯（劍美親）
- 最終騎士（淺永瞬）
- 文豪Stray Dogs（芥川龍之介）
- 做得很好！名作君（ボルト、鬼教師、旁白、パペット爺爺、3公分法師）
- 田中君總是如此慵懶（田中）
- 小桃小栗 Love Love物語（宇佐美誠一郎）
- ReLIFE（海崎新太）
- 月歌。THE ANIMATION（神無月郁）
- WWW.WORKING!!（進藤優太）
- 勇利!!! on ICE（皮吉特·朱拉諾）
- ALL OUT!!（大原野越吾）
- 文豪Stray Dogs 第2期（芥川龍之介、優）

2017年
- 高校星歌劇 第2期（那雪透）
- 不正經的魔術講師與禁忌教典（雷歐司·克萊特斯）
- BORUTO-火影新世代-NARUTO NEXT GENERATIONS-（奈良鹿代）
- 戀愛暴君（藍野青司）
- 沒有藥給我的哥哥！-快把我哥帶走-（開心、學生）
- 巴哈姆特之怒 VIRGIN SOUL（亞歷山德）
- 徒然喜歡你（赤木正文）
- 跳水男孩（松野清孝）
- 梵諦岡奇蹟調查官（約瑟夫·路柯拉斯·巴特里奇）
- 咕嚕咕嚕魔法陣（庫洛克）
- 美男戰國◆穿越時空之戀（真田幸村）
- THE REFLECTION（ヴォルト・ヴォーテックス）

2018年
- 伊藤潤二驚選集（大塚）
- IDOLiSH7 偶像星願（七瀨陸）
- 續 刀劍亂舞－花丸－（物吉貞宗）
- 霸穹 封神演義（太公望）
- 博多豚骨拉麵團（榎田）
- 齊木楠雄的Ψ難 第2期（佐藤廣）
- 東京喰種:re（死堪）
- 偶像活動Friends！（蝶乃舞人）
- 索斯機械獸WILD（阿嵐）
- Angolmois 元寇合戰記（長嶺判官）
- 進擊的巨人 第3期（弗洛克·佛斯特）
- RErideD -穿越時空的德理達-（德里達·伊萬）
- 閃電十一人 俄里翁的刻印（白兆）
- JoJo的奇妙冒險 黃金之風（喬魯諾·喬巴拿）
- 東京喰種:re 第2期（死堪）
- 弦音－風舞高中弓道部－（藤原愁）
- BORUTO-火影新世代-NARUTO NEXT GENERATIONS-（芥）

2019年
- 同居人時而在腿上，時而跑到腦袋上。（朏素晴）
- JoJo的奇妙冒險 黃金之風（喬魯諾·喬巴拿〈納蘭迦·吉爾各〉）
- 鑽石王牌 Act 2（轟雷市）
- 妖精的尾巴 最終章（拉凱德）
- 薩迪·威普斯 (吉松)
- 文豪Stray Dogs 第3期（芥川龍之介）
- 高校星歌劇 第3期（那雪透）
- 上班族魚先生（IKA）
- 海盜戰記（庫奴特）
- BEM（貝羅）
- 高分少女II（玉川學園前薩斯卡奇）
- ACTORS -Songs Connection-（花隈竜之介）
- 巴比倫(文緒厚彥)

2020年
- 怕痛的我，把防禦力點滿就對了（培因）
- 淘氣貓2020：家有圓圓？！～我家的圓圓你知道嗎～（山田波奇）
- IDOLiSH7 偶像星願-Second BEAT!（七瀨陸）
- 啄木鳥偵探所（平井太郎）
- 月歌。THE ANIMATION 2 （神無月郁）
- 體操武士（李奧納多）
- 池袋西口公園（クロウ）
- 進擊的巨人 The Final Season Part.1（弗洛克·佛斯特）

2021年
- 2.43 清陰高中男子排球社（灰島公誓）
- BACK ARROW（比特·納米塔爾）
- 文豪Stray Dogs 汪！（芥川龍之介）
- Dr.STONE 新石紀 第2期 （西園寺羽京）
- SK∞（菊池忠）
- Vivy -Fluorite Eye's Song-（冴木達也）
- 席斯坦 -The Roman Fighter-（ルスカ）
- IDOLiSH7 偶像星願-Third BEAT!（七瀨陸）
- 暗夜第六感 2041（黒木ユウヤ）
- 我的英雄學院（白雲朧）
- 古見同學有交流障礙症。（忍野裳乃）

2022年
- 進擊的巨人 The Final Season Part.2（弗洛克·佛斯特）
- 幻想三國誌 -天元靈心記-（應幾）
- TRIBE NINE（轟英二）
- Love All Play（東山太一）
- 勇者、辭職不幹了（雷歐·迪蒙哈特）
- 夏日時光（菱形窗）
- SPY×FAMILY間諜家家酒（尤利·布萊爾）
- 青之蘆葦（中村平）
- 朋友遊戲（紫宮京）
- 寶可夢 旅途（艾嵐）
- BORUTO-火影新世代-NARUTO NEXT GENERATIONS-（強盜團、站務員）
- Dr.STONE 新石紀 龍水（西園寺羽京）
- 影宅 -2nd Season-（克里斯多福、安東尼）
- 徹夜之歌（夕真晝）

2023年
- 弦音－相繫的一射－（藤原愁）
- 怕痛的我，把防禦力點滿就對了2（培因）
- 海盜戰記 SEASON 2（庫奴特）
- 關於我在無意間被隔壁的天使變成廢柴這件事（門脇優太）
- 進擊的巨人 The Final Season 完結篇（弗洛克·佛斯特）
- Dr.STONE 新石紀 NEW WORLD（西園寺羽京）
- 勇者死了！（菲特烈·諾斯汀）
- 地獄樂（山田淺右衛門桐馬）
- 文豪Stray Dogs 第5期（芥川龍之介）
- AI電子基因（喬）
- 我們的雨色協議（時野谷瞬）
- SPY×FAMILY間諜家家酒（第2期）（尤利·布萊爾）
- 愛犬訊號（佐村未祐）
- Paradox Live THE ANIMATION（夜叉）

2024年
- HIGH CARD 至高之牌（音速移動）
- 通靈王 FLOWERS（路德塞布）
- 新幹線變形機器人 CHANGE THE WORLD（フォールデンアカネ）
- 戰隊大失格（黃色守望者）
- THE NEW GATE（進）
- ATRI -My Dear Moments-（斑鳩夏生）
- 金肉人 完美超人始祖篇（ジェロニモ）
- 嘆氣的亡靈想隱退（克萊·安東黎西）
- 被逐出隊伍的治癒師，其實是最強（ラウスト）
- 青之壬生浪（沖田總司）
- BLUE LOCK 藍色監獄 VS. U-20 日本代表隊（颯波留）
- 青春之箱（遊佐柊仁）

2025年
- 天久鷹央的推理病歷表（小鳥遊優）
- 這間公司有我喜歡的人（鈴木誠也）
- Dr.STONE 新石紀 SCIENCE FUTURE（西園寺羽京）
- 異修羅（絕對的羅斯庫雷伊）
- 記憶縫線YOUR FORMA（哈羅德·W·路克拉福特）
- 小浣熊 卡爾卡爾團（サブカル）
- 戰隊大失格 2nd season（黃色守望者）
- 搞笑漫畫日和GO（卓柏卡布拉、立花北枝）
- LAZARUS 拉撒路
- 徹夜之歌（第2期）（夕真晝）
- 為你著迷（林美良）
- 無職英雄（阿雷爾）
- SPY×FAMILY間諜家家酒 Season 3（尤利·布萊爾）
- 不擅吸血的吸血鬼（大鳥辰太）
- 青之壬生浪 芹澤暗殺篇（沖田總司）

2026年
- 地獄樂（第2期）（山田淺右衛門桐馬）
- 火喰鳥 羽州破鳶組（加持星十郎）

### 劇場版動畫
2011年
- 鬼神傳（天童純）

2013年
- 十五少年漂流記～海賊島DE!大冒險～（マンゴスティ）

2014年
- 聖鬥士星矢 LEGEND of SANCTUARY（冰河）

2015年
- 火影忍者劇場版：慕留人（奈良鹿代）

2016年
- 黑子的籃球 冬季選拔賽總集篇 ～影與光～（黑子哲也）
- 黑子的籃球 冬季選拔賽總集篇 ～淚之所向～（黑子哲也）
- 黑子的籃球 冬季選拔賽總集篇 ～門的彼端～（黑子哲也）
- 電影 聲之形（永束友宏）

2017年
- 黑子的籃球 LAST GAME（黑子哲也）

2018年
- 文豪Stray Dogs DEAD APPLE（芥川龍之介）
- 光之美少女 Super Stars!（庫羅巴）

2020年
- 想哭的我戴上了貓的面具（伊佐美正道）
- 劇場版 BEM BECOME HUMAN（貝羅）

2021年
- 机动战士高达 闪光的哈萨维（哈萨维·诺亚）

2022年
- 地球外少年少女（筑波大洋）

2023年
- 留級魔女 風嘉與黑暗魔女（奇斯）
- 劇場版IDOLiSH7-偶像星願- LIVE 4bit BEYOND THE PERiOD（七瀨陸）
- 歡迎來到駒田蒸餾所（高橋光太郎）
- 劇場版 轉生成女性向遊戲只有毀滅END的壞人大小姐（アーキル）
- 劇場版 SPY×FAMILY CODE: White（尤利·布萊爾）

2024年
- 我的鬼女孩（八瀨柊）
- RABBITS KINGDOM THE MOVIE（神無月郁）

2025年
- 凡爾賽玫瑰（羅伯斯比爾）
- IDOLiSH7-偶像星願- First BEAT! 劇場總集篇 前篇（七瀨陸）
- IDOLiSH7-偶像星願- First BEAT! 劇場總集篇 後篇（七瀨陸）
- 机动战士GUNDAM 闪光的哈萨维 喀耳刻的魔女（哈薩威·諾亞）

### OVA
- 駭客任務立體動畫特集「ビヨンド」（2003年，Manabu）
- 深海潛艦707R（2003年，水早賢次）
- 戀愛☆遷都（日语：コイ☆セント）（2011年，真一）
- 黑子的籃球 1st SEASON BD/DVD第8卷 第22.5Q「Tip off」（2013年，黑子哲也）
- 黑子的籃球 第2季 BD/DVD第6卷 第41.5Q「再來一次」（2014年，黑子哲也）
- 幕末Rock『湯煙推理劇!温泉怪事件!!』（2014年，沖田總司）
- 黑子的籃球 3rd SEASON BD/DVD第9卷 第75.5Q「這就是最好的禮物」（2015年，黑子哲也）
- 終結的熾天使「吸血鬼沙哈爾」 （2016年，百夜米迦爾）
- 高校星歌劇 第1期 OVA1（2016年，那雪透）[72]
- 高校星歌劇 第1期 OVA2（2016年，那雪透）[72]
- ReLIFE"完結篇"（2018年，海崎新太）
- 高校星歌劇 in 萬聖節 OVA3（2018年，那雪透）[73]
- 高分少女EXTRA STAGE（2019年，玉川學園前薩斯卡奇）
- SK∞ EXTRA PART（2025年，菊池忠[74]）

### 網路動畫
2016年
- 田中君總是如此慵懶 短篇小動畫（田中）

2019年
- 戰鬥陀螺 BURST GT（茜德爾塔）
- 7SEEDS 幻海奇情（安居）
- 齊木楠雄的災難 始動篇（佐藤廣）

2020年
- 日本沉沒2020（凱特）

2021年
- 發現了藍色的羽毛！（翠鳥）
- 範馬刃牙（卡謬爾·雷森）
- 鋼彈創壞者 對戰風雲錄（不動流星）

2022年
- BASTARD!!暗黑破壞神（卡爾·斯）
- TIGER & BUNNY 2（木岡）

### 遊戲
2005年
- 交響詩篇艾蕾卡7 第1章 新的律動（ナタバチ弟）

2008年
- 神靈狩/GHOST HOUND DS（古森太郎）
- 空中殺手 無瑕王牌（鹈久森洸）

2011年
- 最終幻想 紛爭012（梵）

2012年
- 黑子的篮球 奇蹟的比賽（黑子哲也）

2013年
- 下天之華（德川家康）
- Disorder 6（乔）
- 妖精劍士f（ザギ）
- 魔奇少年 最初的迷宮（练白龙）※DLC中登場。

2014年
- いざ、出阵!恋戦 第二幕〜越後编〜（长尾景胜〈上杉景胜〉）
- CV ～CASTING VOICE～（远野健吾）
- 黑子的篮球 勝利的軌跡（黑子哲也）
- 下天之華 梦灯り（德川家康）
- J群星勝利對決（黑子哲也）
- 戰場的婚禮（贤王ヴィクトール）
- 戰場的圓舞曲（ニケ）
- BinaryStar（ハルノ・ミクト）
- 幕末Rock（冲田總司）
- 幕末Rock 超魂（冲田總司）
- BLACK CODE 黑色代碼（メタトロン、サンダルフォン）
- 疾走王子（小日向穗積）
- 魔奇少年 嶄新的世界  (練白龍）
- ルームシェア素顔のカレ Love Dasyss（栗卷文太）
- 最終幻想 探險者們（梵）

2015年
- IDOLiSH7 偶像星願 （七瀨陸）
- ヴァルプルガの詩  (リュウ / 大神龍丸）
- 終結的熾天使 命運的開端（百夜米迦爾）
- 終結的熾天使 BLOODY BLADES（百夜米迦爾）
- 黑子的篮球 未來的羈絆（黑子哲也）
- 源氏戀繪卷（夕顏之君）
- 絕對迷宮 祕密的拇指公主（花之王子ルピアン）
- 最终幻想 紛爭NT（梵）
- 妖精劍士f ADVENT DARK FORC（ザギ）
- 神奇寶貝Tretta（艾嵐）
- 夢王國與沉睡中的100位王子殿下（薩齊亞、彌亞）
- 嫁Colle（沖田總司、斯雷因·特洛耶特）
- 刀劍亂舞（物吉貞宗、富田江）
- LORD of VERMILION系列（ランディ）
- 學園CLUB～放課後的秘密～（堺冬舞）
- 東京喰種 JAIL（凜央）

2016年
- AKIBA'S BEAT（藍原瑞樹）
- 記憶喪失（神宮亞樹）
- 碧藍幻想（艾魯）
- 源氏物語〜男女逆轉戀唄〜（葵）
- DISSIDIA FINAL FANTASY OPERA OMNIA（梵）
- 遊戲王 最強卡片決鬥！（榊遊矢）
- 輪華ネーション（ニコロ・パガニーニ）
- 巴哈姆特之怒（ファウスト）

2017年
- Black Rose Suspects（草薙五月）
- 少女勇者（ゼクウ）
- 在茜色世界與君詠唱（夏目漱石）
- 無人戰争2099（檜山伶）
- 文豪野犬 迷ヰ犬怪奇譚（芥川龍之介）
- ツキトモ。-TSUKIUTA.12 memories-  (神無月郁)
- 月野樂園/ツキノパラダイス。 (神無月郁)
- SIX SICK（久野颯斗）
- 刀鋒之戰 BATTLE OF BLADES  (クリスタニア)
- 蒼之騎士團（凱爾文）
- 旋光輪舞2  (ミカ・ミクリ)
- LAPLACE LINK（土浦リョウタロウ）

2018年
- 食之契約（拿破崙蛋糕、B-52雞尾酒、布朗尼）
- 美男戰國◆穿越時空之戀（真田幸村）
- 聖劍傳說2 重置版（ランディ）
- クロノブリゲード（ライト）
- MIRRORS CROSSING（亞修）
- 魔界王子與魅惑的夢魘（凜特·貝爾菲）
- LibraryCross∞（哲）
- IDOL FANTASY（須皇玲）
- 亞克傳承R（亞克）
- 言靈戰士（イフゥイン、ロバキュラ）
- 闇影詩章（龍甲大劍師）
- On Air !（橘央太）
- IDOLISH7 Twelve Fantasia！ (七瀨陸)
- 齊木楠雄的Ψ難 妄想暴走！異能戰  (佐藤廣)

2019年
- 妖戀奇譚（八咫鳥）
- GUNDAM BREAKER：鋼彈創壞者 MOBILE（主人公）
- FFBE 幻影戰爭（蒙特·雷歐尼斯）
- 哈利波特：巫師聯盟（哈利·波特）
- 奇幻生活Online（九郎）
- 碧藍幻想（巴爾）
- re:colloquial（佐山倫太郎）
- WIND BOYS！（松原蘇岳）
- JOJO's PITTER-PATTER POP（喬魯諾·喬巴拿 無駄音效）
- 最終幻想XIV（青龍）
- Brown Dust 棕色塵埃（貝爾佩倫）
- 闇影詩章（真實考究者·浮士德、歷戰的馴鷹師）
- 夢王國與沉睡中的100位王子殿下（芥川龍之介）
- JoJo的奇妙冒險 最後生存者（喬魯諾·喬巴拿）
- 寶可夢大師（卡魯穆）
- 哈利波特 魔法同盟（哈利波特）

2020年
- エリオスライジングヒーローズ（マリオン・ブライス）
- 食物語（麻婆豆腐）
- 原神（迪盧克）
- 時計仕掛けのアポカリプス（ジル・ハニッシュ）
- 怕痛的我，把防禦力點滿就對了 Line Wars!（培因）
- FABULOUS NIGHT（緋野天魔）
- 聖闘士星矢 ライジングコスモ（狼星座・那智）

2021年
- JUMP FORCE（喬魯諾·喬巴拿）
- NieR Re[in]carnation（拉爾斯）
- WIND BOYS！（松原蘇岳）

2022年
- 三角戰略Triangle Strategy（瑟雷諾亞·沃荷德）
- 明日方舟（见行者）
- 永恆冒險for Kakao（米斯特）
- 怪物彈珠（浮士德）

2023年
- Fate/Samurai Remnant（Archer）
- Fate/Grand Order（托勒密）

2024年
- 暗喻幻想：ReFantazio（雷昂·斯特羅爾）

未知時期
- 二重螺旋（蘭迪）

### 電視劇
- 硫黃島〜戰場的郵便配達〜（日语：硫黄島〜戦場の郵便配達〜）（山田巌）
- NHK大河劇
  - 利家與松〜加賀百万石物語〜（2002年、前田利長）
  - 風林火山（2007年、諏訪賴高（日语：諏訪頼高）） - 第14、15話
- 死神的歌謠（丸山）
- 新·半七捕物帳
- 偵探學園Q（龜田純也） - 第4、5話
- 24小時電視「所謂勇氣之事（勇気ということ）」
- 人情とどけます〜江戶・女飛脚〜
- 醜小鴨（日语：みにくいアヒルの子 (テレビドラマ)）
- 焼け跡のホームランボール
- 冷暖人間（2008年、洗衣店的客人） - 第11話
- 少年刑警～史上最大的危機特別篇
- 男子ING 第二季 （2012年、シンゴ）
- POWER GAME（日语：POWER GAME〜パワーゲーム〜）（2013年、網咖的男子） - 第1、2話
- 博多狂響曲（日语：博多ステイハングリー）（2014年、槙野良太）
- 只有聲音的天使（2018年、第9話）
- 她喜歡的是BL，不是同志的我（2019年、華倫海特）※聲音演出

### 電影
- こどものこわい話（日语：こどものこわい話）
- 北京原人 Who are you?（日语：北京原人 Who are you?）（北京原人ケンジ）
- RED SHADOW 赤影（日语：RED SHADOW 赤影）（少年時代的赤影）
- 繃帶俱樂部（ツッコミ）
- 跳水男孩（鈴木英雄）
- 國王遊戲
- 男生愛女身（日语：EDEN (映画)）（薔薇のサーシャ）
- 祭品的困境（佐左木太郎）
- 鯨魚之夏（來夢）
- 燐寸少女 マッチショウジョ（岸田葉人）

### 舞台劇
1990年代
- 少年H（1999年，郁夫）

2000年代
- 伊麗莎白（2001年，少年魯道夫）
- 獅子王（2001年，幼年辛巴）
- 苦兒流浪記（2003年，卡比）
- 苦兒流浪記（2004年，卡比）
- 秘密花園（2005年，迪肯）
- 苦兒流浪記（2006年，卡比）
- 難忘的人（2007年，麥克爾）
- 惡作劇之吻〜戀愛同盟的學園傳説〜（2008年，一之瀨亘）
- 銀河鐵道之夜（2008年，ザネリ、其他）
- ダブルブッキング（2008年）
- 『Memories3』〜Third Offer～ かつてすごし日々を愛でるということ～（2008年，緣本滋）
- abc～青山男孩歌廳～（2009年）
- 綠洲與沙漠〜Love on the planet〜（2009年）
- パッチギ!!（2009年，小西）
- BANANA FISH（2009年）

2010年代
- 源氏物語featuring大黑摩季〜ボクは十二単に恋をする〜（2010年）
- コエラカントゥス～深海 沉眠中的你的聲音～（2010年，シオン）
- 網球王子舞台劇第二季（2011年，室町十次）
  - 青學vs聖魯道夫·山吹（2011年）
  - Dream Live 2011（2011年）

- 東北地方太平洋沖地震慈善團體公演 POCHITTONA。 -Swittching On Summer-（2011年，岸利透）
- 網球王子舞台劇第二季』（2012年，室町十次）
  - 春之大運動會 2012（2012年）

- HYBRID　PROJECT　Vol.6『FLYING PANCAKE』（2012年）
- ASSH 第16回公演「雷丘落下的雪花」（2012年，風間強羅）
- 男子ing!!（2012年，シンゴ）
- 夢幻遊戲〜青龍編〜（2012年，虛宿）
- Creative零-zero- Produce vol.1『功夫棒球』（2012年，高田二流）
- 工作室・Duncan製作「觀賞型朗讀劇『100歲的少年和12封信』安可公演」（2012年12月26日）
- 朗讀劇『朋友們的尾巴2（しっぽのなかまたち2）』※惠比寿·echo劇場（2013年4月-5月）
- 朗讀劇 極上文學第4彈「竹林中」※俳優座劇場（2013年6月，盜賊·多襄丸）
- 劇團ヘロヘロQカムパニー第29回公演「トンボイ!!」（2014年）
- 網球王子舞台劇第二季』（2014年，室町十次）
  - 春之大運動會 2014（2014年）

- animoproduce 第1回舞台公演「MY LIFE 〜今よりも、少しだけ高い場所へ〜」（2014年，藤堂アキラ）
- 朗讀劇 極上文學第6彈「腦髓地獄」※紀伊國屋サザンシアター（2014年7月，青年I（アイ）)
- SOLID STAR プロデュースVol.2「ヨビコー！」（2014年10月22日～10月26日，神保明）
- 劇団ヘロヘロQカムパニー第30回公演「DARK CROWS トキノソラ」（2014年11月29日～12月7日）（曾羅）
- ラフィングライブ旗揚げ公演「パパ、アイ・ラブ・ユー！」（2015年4月15日～4月20日）（レズリー）
- 劇団チョコレートケーキ with バンダ・ラ・コンチャン「ライン（国境）の向こう」（2015年12月～2016年1月）
- 舞台「黑子的籃球」THE ENCOUTER（2016年4月8日 - 24日）（黑子哲也）
- 舞台「ReLIFE」（2016年9月，海崎新太）
- 羅密歐與茱麗葉（2017年1月～3月，莫枯修）

### 吹替

#### 演員
- 丹尼爾·雷德克里夫
  - 顫慄黑影-The Woman in Black（日语：ウーマン・イン・ブラック 亡霊の館）（亞瑟·基普斯）
  - 怪物 Victor Frankenstein（伊果·斯特勞斯曼）
  - 愛殺達令（艾倫·金斯堡）
  - 十二月男孩（Maps）
  - 哈利波特系列（哈利波特）
    - 哈利波特－神秘的魔法石
    - 哈利波特－消失的密室
    - 哈利波特－阿茲卡班的逃犯
    - 哈利波特－火盃的考驗
    - 哈利波特－鳳凰會的密令
    - 哈利波特－混血王子的背叛
    - 哈利波特－死神的聖物上、下

  - 魔角（伊格·佩西斯）
  - 菜鳥醫生日記（菜鳥醫生）

#### 西洋電影
- Up, Up and Away（Scott·Marshall）
- 心靈投手
- A PRICE ABOVE RUBIES（Yossi）
- 壯志奔騰（少年瑞德）
- 珍珠港（少年雷夫）
- JEEPERS CREEPERS 2（Billy）
- Me and Earl and the Dying Girl（Greg〈Thomas Mann〉）
- Max Keeble's Big Move（Max·Keeble）
- 神秘河流（少年戴夫）

#### 海外電視劇
- Beautiful Days
- The Pillars of the Earth
- 泰山（Ian）
- Dr. JIN（洪永輝）
- 齊瓦哥醫生（Washa）
- 和你在一起（劉小春）

#### 海外動畫
- 小熊維尼～Preschool～（克里斯多福·羅賓）
- 玩具總動員3（安迪·戴維斯）
- 小飛俠2：夢不落帝國（Slightly）
- 蜘蛛人：平行宇宙（邁爾斯·摩拉斯）
- 龍族 -The Blazing Dawn-（楚子航[82]）

#### 日本電影
- 魯邦三世（日语：ルパン三世 (2014年の映画)）（皮耶魯〈金俊〉）

### 廣播節目
- 「黒子のバスケ」放送委員會[[[Wikipedia:格式手册/链接#章節|錨點失效]]]（超!A&G+、HiBiKi Radio Station（日语：HiBiKi Radio Station）、Lantis web radio（日语：ランティスウェブラジオ）：2012年3月30日 - 2016年4月1日）（與小野友樹共同主持）
- 賢章と良平のCRANEKINGDOM！ラジオ（2012年12月12日、19日）（與木村良平共同主持）
- DISORDER6〜鎖で繋がれたRADIO〜（日语：DISORDER6）（音泉、HiBiKi Radio Station：2013年6月13日 - 9月5日）
- 雲水の今晩どうしましょう!?（超!A&G+：2016年4月8日 - ）
- 小野賢章的小野飲酒會（2018年－ 、文化放送）[83]
- 索斯機械獸WILD〜本能解放廣播〜（2018年、MBS廣播）

### 特摄
鐵甲小寶（北京原人ケンジ） - 第42話

### 廣播劇
- NHK-FM FM Theater（日语：FMシアター）
  - 大きな家の大いなる一日（ナビイ）
  - バースデイケーキ
  - 百億光年の貝殻（洋）
  - 冬の終わりのゴキブリの･･･（蟑螂弟·瑠偉）
  - 素敵な十六歳
- NHK-FM 青春冒險（日语：青春アドベンチャー）
  - 赤いバス（ミツオ）
  - おいしいコーヒーの入れ方（ヒロアキ）
  - 王の眠る丘
  - 光の島（照屋賢太）
  - 風神秘抄（全10回） （草十郎）
  - 闇の守り人（全10回）（カッサ）
  - チキンライス（にいちゃん）
  - 砂漠の歌姫（全10回）
  - シブちゃん（全10回） （シブちゃん）
- サムライスピリッツ新章〜劍客異聞錄 甦りし蒼紅の刃 (ラジオドラマ)（九葵蒼志狼）

### 廣播劇CD
- いざ、出陣!戀戰 第二幕 武将偵探 上杉謙信 〜干し柿殺人事件〜（長尾景勝）
- WEB版 WORKING!!（進藤優太）
- 影子籃球員 系列（黑子哲也）
  - 黑子的籃球 DRAMA THEATER 1st GAMES「偶爾這樣也不錯」
  - 黑子的籃球 DRAMA THEATER 2nd GAMES「這就是我們的籃球」
  - 黑子的籃球 DRAMA THEATER 3rd GAMES「也許相互錯過」
  - Special DRAMA CD「お好み焼き、食べないか？」
  - Special DRAMA CD「お片付けといきますか！」
- 月歌。 系列（神無月郁）
  - 月歌。DRAMA！其之３
  - 月歌。DRAMA！其之４
  - 魔王大人IN通販仙境
- Dollyholic（セーズ）
- 霸剑皇姬阿尔缇娜（雷吉斯·欧里克） ※小说第5卷特装版
- ニーチェ先生〜コンビニに、さとり世代の新人が舞い降りた〜（日语：ニーチェ先生〜コンビニに、さとり世代の新人が舞い降りた〜）（松駒君）
- 四月一日同学命里缺我（三月终）
- 謊言男友（櫻井大智）
  - 「謊言男友～認真的男友」
  - 「謊言男友3（仮）」
- 疾走王子 系列（小日向穗積）
  - 疾走王子 Audio DARAMA MY FIRST LOVE Vol.3　小日向穗積＆櫻井奈奈
  - 電視動畫「疾走王子Alternative」Audio DARAMA TAKE A DAY OFF
- 我才不會對黑崎君說的話言聽計從 - 白河拓海
- 田中君總是如此慵懶 DARAMA CD 第一卷（田中）
- ディメンタルマン  (キリアン・ロイド)
- ほいくの王さま  (福田 育)
- ぼくらの選択  (斎灯)
- 王様達のヴァイキング  (枝一希)

### Music Video
- 藤田麻衣子「one way」（2014年10月29日）
- 空想委員会「ビジョン」（2016年4月27日）

### 雜誌
- コラ（日语：コラ (雑誌)）

### 綜藝節目
- GURU GURU 99
- 子役と対決
- 清水圭の銀幕親方
- 新テンベストSHOW（日语：輝け!噂のテンベストSHOW#.E6.96.B0.E3.83.86.E3.83.B3.E3.83.99.E3.82.B9.E3.83.88SHOW）
- 発掘!あるある大事典（日语：発掘!あるある大事典）
- 目撃!ドキュン（日语：目撃!ドキュン）
- 我的年下王子（旁白）
- お願いランキング
- 主役の椅子はオレの椅子(旁白)

### CM
- 朝日新聞
- 關西電力
- 月刊少年GANGAN
- 白色戀人2004
- Roots（日语：ルーツ (缶コーヒー)） 罐裝咖啡（旁白）
- 羅森
- 阪南大学マンガCM Vol.①  ～夢を追いかける編～

### 其他
- Z會 動畫CM CrossRoad（翔太）
- PV演出 你們全都很難搞！（國立国彥）

## 音樂作品

### 單曲
| 張數 | 發售日        | 標題             | 規格編號   | 規格編號   | 收錄曲 | 最高位 |
| 張數 | 發售日        | 標題             | 初回限定盤 | 通常盤     | 收錄曲 | 最高位 |
| ---- | ------------- | ---------------- | ---------- | ---------- | --- | ------ |
| 1st  | 2014年2月26日 | FANTASTIC TUNE   | LACM-34200 | LACM-14200 | 曲目 01. FANTASTIC TUNE 02. For the glory days 03. FANTASTIC TUNE (Off Vocal) 04. For the glory days (Off Vocal) | 13位   |
| 2nd  | 2015年4月8日  | ZERO             | LACM-34331 | LACM-14331 | 曲目 01. ZERO 02. Mr.Trickstarr 03. ZERO (Off Vocal) 04. Mr.Trickstarr (Off Vocal)                               | 18位   |
| 3rd  | 2016年1月27日 | STORY            | LACM-34422 | LACM-14422 | 曲目 01. STORY 02. Rainbow Road 03. STORY (Off Vocal) 04. Rainbow Road (Off Vocal)                               | 45位   |
| 4th  | 2017年4月5日  | Against The Wind | LACM-14586 | LACM-14587 | 曲目 01. Against The Wind 02. FIRE FIRE 03. Against The Wind (Off Vocal) 04. FIRE FIRE (Off Vocal)               | 31位   |

### 迷你專輯
| 張數 | 發售日        | 標題            | 規格編號   | 規格編號   | 收錄曲                                                                                              | 最高位 |
| 張數 | 發售日        | 標題            | 初回限定盤 | 通常盤     | 收錄曲                                                                                              | 最高位 |
| ---- | ------------- | --------------- | ---------- | ---------- | --------------------------------------------------------------------------------------------------- | ------ |
| 1st  | 2014年6月25日 | Touch the Style | LACA-35405 | LACA-15405 | 曲目 01. TOUCH 02. NEEDLESS TO SAY 03. Phase 04. Blue horizo 05. ON THE ROAD 06. One Of Pieces      | 37位   |
| 2nd  | 2016年3月23日 | COLORS          | LACA-35539 | LACA-15539 | 曲目 01. Night Drivin’ 02. Roll Up 03. Feel So Nice!! 04. Going Home 05. Snow Light 06. Be With You | 45位   |

#### 原創專輯
| 張數 | 發售日        | 標題         | 規格編號   | 規格編號   | 收錄曲 | 最高位 |
| 張數 | 發售日        | 標題         | 初回限定盤 | 通常盤     | 收錄曲 | 最高位 |
| ---- | ------------- | ------------ | ---------- | ---------- | --- | ------ |
| 1st  | 2018年2月26日 | Take the TOP | LACA-35695 | LACA-15697 | 曲目 01 Take the TOP 02 TOUGH 03 Night Drivin' 04 Rain Dance 05 Wonder Train 06 Against The Wind 07 STORY 08 ZERO 09 to you 10 FANTASTIC TUNE | 位     |

### 影像作品
| 張數 | 發售日       | 標題                                                     | 規格編號  |
| ---- | ------------ | -------------------------------------------------------- | --------- |
| 1st  | 2015年7月8日 | Kensho Ono First Live & Documentary Film"Touch my Style" | LABM-7166 |

### 商業搭配一覽
| 歌曲             | 相關作品                                                        | 年份   |
| ---------------- | --------------------------------------------------------------- | ------ |
| FANTASTIC TUNE   | 電視動畫『黑子的籃球』第二季 第39話至第49話、OVA第41.5話 片尾曲 | 2014年 |
| TOUCH            | 東京電視台『アニメマシテ』2014年6月度 片頭曲                    | 2014年 |
| ZERO             | 電視動畫『黑子的籃球』第三季 帝光篇(第63話至第66話) 片頭曲      | 2015年 |
| STORY            | 電視動畫『幸運邏輯』片頭曲                                      | 2016年 |
| Against The Wind | 劇場版『黑子的籃球 LAST GAME』插入歌                            | 2017年 |

### 角色歌曲
| 發售日   | 標題                                                             | 名義 | 樂曲 | 合作作品                                                |
| 2012年   | 2012年                                                           | 2012年 | 2012年 | 2012年                                                  |
| -------- | ---------------------------------------------------------------- | --- | --- | ------------------------------------------------------- |
| 5月23日  | 黑子的籃球 SOLO SERIES Vol.1 黑子哲也                            | 黑子哲也（小野賢章） | 「フューチャーライン」 「キミが光であるために」 | 電視動畫『黑子的籃球』角色歌曲                          |
| 8月29日  | 黑子的籃球 SOLO SERIES Vol.1 黑子哲也&火神大我                   | 黑子哲也（小野賢章）、火神大我（小野友樹） | 「SHOUT!!!」 「同じバニラの風の中」 | 電視動畫『黑子的籃球』角色歌曲                          |
| 8月29日  | 黑子的籃球 SOLO SERIES Vol.2 黑子哲也&黃瀨涼太                   | 黑子哲也（小野賢章）、黃瀨涼太（木村良平） | 「次会う日まで」 「タイムマシーンがなくたって」 | 電視動畫『黑子的籃球』角色歌曲                          |
| 2013年   |                                                                  | | |                                                         |
| 3月27日  | 黑子的籃球 SOLO SERIES Vol.4 黑子哲也&青峰大輝                   | 黑子哲也（小野賢章）、青峰大輝（諏訪部順一） | 「光と影の距離」 「Ray of Shine」 | 電視動畫『黑子的籃球』角色歌曲                          |
| 3月27日  | 黑子的籃球 SOLO MINI ALBUM Vol.1 黑子哲也 -Ignite Music-         | 黑子哲也（小野賢章） | 「We're just moving」 「Your Membership Feat. 黄瀬涼太（木村良平）」 「Bring it on now!! Feat. 高尾和成（鈴木達央）」 「ボクノオモイ」 「フューチャーライン (Remix)」 | 電視動畫『黑子的籃球』角色歌曲                          |
| 10月4日  | 月歌。 10月 神無月郁「RUN BOY RUN」                              | 神無月郁（小野賢章） | 「RUN BOY RUN」 「Are you ready!?」 | 『月歌。』角色歌曲                                      |
| 12月11日 | 誠凛高校迷你專輯                                                 | 黑子哲也（小野賢章）、火神大我（小野友樹）、日向順平（細谷佳正）、伊月俊（野島裕史）、木吉鐵平（浜田賢二）、 小金井慎二（江口拓也）、水戶部凛之助、土田聰史（井上剛）、相田麗子（斋藤千和）、哲也2號（野島裕史） | 「Rise Up Together!!」 「誠凛One-One騒動記」 | 電視動畫『黑子的籃球』角色歌曲                          |
| 2014年   |                                                                  | | |                                                         |
| 4月23日  | PSP版 幕末Rock 主題曲「What's this?」                            | 超魂團［坂本龍馬（谷山紀章）、高杉晋作（鈴木達央）、桂小五郎（森久保祥太郎）、土方歳三（森川智之）、沖田總司（小野賢章）］                                                                                       | 「What's this?」 | PSP遊戲『幕末Rock』主題曲                               |
| 5月2日   | Photograph Journey 〜in Niigata〜                                | 小日山優斗（小野賢章） | 「under the starry sky」 | 『Photograph Journey』角色歌曲                          |
| 5月30日  | 源氏物語〜男女逆轉戀唄〜 葵之卷                                  | 葵（小野賢章） | 「恋ひ桜」 | 『源氏物語〜男女逆轉戀唄〜』角色歌曲                    |
| 6月27日  | 月歌。 Duet CD ゆよゆっぺ×年少組1 Childish flower                | 水無月涙（蒼井翔太）、神無月郁（小野賢章） | 「Childish flower」 | 『月歌。』角色歌曲                                      |
| 7月2日   | 幕末Rock 超絶頂★Song 沖田總司                                    | 沖田總司（小野賢章） | 「共鳴進歌」 「残響 -feedback- 」 | 『幕末Rock』角色歌曲                                    |
| 7月24日  | 幕末Rock Triangle★Rock'n'Roll                                    | 坂本龍馬（谷山紀章）、高杉晋作（鈴木達央）、桂小五郎（森久保祥太郎）、土方歳三（森川智之）、沖田總司（小野賢章）                                                                                                 | 「INTERSECT」 | 『幕末Rock』角色歌曲                                    |
| 8月2日   | 火神大我 -Meteor Jam Sessions-                                   | 火神大我（小野友樹）、黑子哲也（小野賢章）、青峰大輝（諏訪部順一）、伊月俊（野島裕史）、木吉鐵平（浜田賢二） | 「Breaking through!! feat.黑子哲也、青峰大輝」 | 電視動畫『黑子的籃球』角色歌曲                          |
| 8月6日   | 幕末Rock 天歌                                                    | 土方歳三（森川智之）、沖田總司（小野賢章） | 「非常幻想 -オーバーミラージュ- 」 「黒曜蝶」 | 『幕末Rock』角色歌曲                                    |
| 8月13日  | ハロー世界                                                       | 少年ハリウッド［風見颯（逢坂良太）、甘木生馬（柿原徹也）、佐伯希星（山下大輝）、富井大樹（蒼井翔太）、舞山春（小野賢章）］                                                                                       | 「ハロー世界」 「永遠never ever」 | 電視動畫『少年好萊屋 -HOLLY STAGE FOR 49-』片頭曲       |
| 8月27日  | TV 幕末Rock ED 「絶頂DAYBREAK」                                  | 超魂團［坂本龍馬（谷山紀章）、高杉晋作（鈴木達央）、桂小五郎（森久保祥太郎）、土方歳三（森川智之）、沖田總司（小野賢章）］                                                                                       | 「絶頂DAYBREAK」 「五色繚乱」 | 電視動畫『幕末Rock』片尾曲                              |
| 9月17日  | EXIT TUNES PRESENTS ACTORS2                                      | 花隈竜之介（小野賢章） | 「WAVE」 「天ノ弱」 「嗚呼、素晴らしきニャン生 」 |                                                         |
| 10月8日  | 少年ハリウッド -HOLLY STAGE FOR 49- BD・DVD第1卷特典CD           | 風見颯（逢坂良太）、甘木生馬（柿原徹也）、佐伯希星（山下大輝）、富井大樹（蒼井翔太）、舞山春（小野賢章） | 「ハリウッドルール1・2・5」 | 電視動畫『少年ハリウッド -HOLLY STAGE FOR 49-』片尾曲   |
| 10月24日 | 月歌。 Duet CD ゆよゆっぺ×年少組2 Sing Together Forever          | 水無月涙（蒼井翔太）、神無月郁（小野賢章） | 「Sing Together Forever」 | 『月歌。』角色歌曲                                      |
| 11月6日  | 幕末Rock 超魂 迷你專輯                                           | 超魂團［坂本龍馬（谷山紀章）、高杉晋作（鈴木達央）、桂小五郎（森久保祥太郎）、土方歳三（森川智之）、沖田總司（小野賢章）］、德川慶喜（齋賀光希）、井伊直弼（安元洋貴）、馬修·加爾布雷思·佩里·JR（諏訪部順一）    | 「グラデーション」 「WHITE」 | PSP/PSV遊戲『幕末Rock 超魂』節奏遊戲使用曲              |
| 12月10日 | 少年ハリウッド -HOLLY STAGE FOR 49- BD・DVD第3卷特典CD           | 風見颯（逢坂良太）、甘木生馬（柿原徹也）、佐伯希星（山下大輝）、富井大樹（蒼井翔太）、舞山春（小野賢章） | 「エアボーイズ」 | 電視動畫『少年ハリウッド -HOLLY STAGE FOR 49-』片尾曲   |
| 2015年   |                                                                  | | |                                                         |
| 1月7日   | 少年ハリウッド -HOLLY STAGE FOR 49- BD・DVD第4卷特典CD           | 風見颯（逢坂良太）、甘木生馬（柿原徹也）、佐伯希星（山下大輝）、富井大樹（蒼井翔太）、舞山春（小野賢章） | 「ハロー世界 Popcorn ver.」 | 電視動畫『少年ハリウッド -HOLLY STAGE FOR 49-』片尾曲   |
| 1月7日   | 少年ハリウッド -HOLLY STAGE FOR 49- BD・DVD第4卷特典CD           | 舞山春（小野賢章） | 「永遠never ever Bitter Chocolate ver.」 | 電視動畫『少年ハリウッド -HOLLY STAGE FOR 49-』片尾曲   |
| 1月7日   | 少年ハリウッド-HOLLY STAGE FOR 49- 角色歌曲CD【舞山春】          | 舞山春（小野賢章） | 「恋のRing」 「Pinkish Heart 愛」 | 電視動畫『少年ハリウッド -HOLLY STAGE FOR 49-』角色歌曲 |
| 3月18日  | 鑽石王牌 角色歌曲系列 Vol.10 轟雷市                              | 轟雷市（小野賢章） | 「GOLD MINE」 | 電視動畫『鑽石王牌』                                    |
| 3月27日  | 好敵手CD「源氏物語〜男女逆轉戀唄〜 葵×夕顔之卷」                 | 葵、夕顔(江口拓也) | 「愛し君」 | 『源氏物語〜男女逆轉戀唄〜』角色歌曲                    |
| 3月27日  | 月歌。系列 Procellarum 組合曲 ONE CHANCE?                        | 水無月涙（蒼井翔太）、文月海（羽多野渉）、葉月陽（柿原徹也）、長月夜（近藤隆）、神無月郁（小野賢章）、霜月隼（木村良平）                                                                                         | 「ONE CHANCE?」 | 『月歌。』角色歌曲                                      |
| 8月5日   | 高校星歌剧 First Drama CD ☆☆永遠★STAGE☆☆                         | team鳳［星谷悠太（花江夏樹）、那雪透（小野賢章）、月皇海斗（Arthur Conant Lounsbery）、天花寺翔（細谷佳正）、空閑愁（前野智昭）］                                                                                | 「☆☆永遠★STAGE☆☆」 | 電視動畫『高校星歌剧』PV樂曲                            |
| 10月7日  | ☆SHOW TIME 1☆星谷悠太&那雪透                                     | 那雪透（小野賢章） | 「MY FRIEND〜僕でよければ〜」 | 電視動畫『高校星歌剧』劇中歌                            |
| 11月4日  | ☆SHOW TIME 6☆team鳳&team柊                                       | team鳳［星谷悠太（花江夏樹）、那雪透（小野賢章）、月皇海斗（Arthur Conant Lounsbery）、天花寺翔（細谷佳正）、空閑愁（前野智昭）］                                                                                | 「五重奏 〜クインテット〜」 | 電視動畫『高校星歌剧』劇中歌                            |
| 11月11日 | ☆SHOW TIME 5☆team鳳&team柊                                       | team鳳［星谷悠太（花江夏樹）、那雪透（小野賢章）、月皇海斗（Arthur Conant Lounsbery）、天花寺翔（細谷佳正）、空閑愁（前野智昭）］                                                                                | 「アヤナギ・ショウ・タイム〜鳳アレンジVer.〜」 | 電視動畫『高校星歌剧』劇中歌                            |
| 11月25日 | ☆SHOW TIME 6☆team鳳&team柊☆SHOW TIME 8☆team鳳&戌峰誠士郎×卯川 晶 | team鳳［星谷悠太（花江夏樹）、那雪透（小野賢章）、月皇海斗（Arthur Conant Lounsbery）、天花寺翔（細谷佳正）、空閑愁（前野智昭）］                                                                                | 「Ready→Steady→Dream!」 | 電視動畫『高校星歌剧』劇中歌                            |
| 12月23日 | ☆SHOW TIME 12☆team鳳                                             | team鳳［星谷悠太（花江夏樹）、那雪透（小野賢章）、月皇海斗（Arthur Conant Lounsbery）、天花寺翔（細谷佳正）、空閑愁（前野智昭）］                                                                                | 「星瞬COUNTDOWN」 | 電視動畫『高校星歌剧』片尾曲                            |
| 2016年   |                                                                  | | |                                                         |
| 4月27日  | 『疾走王子Alternative』BD・DVD第2卷キ角色歌曲CD 02               | 小日向穂積（小野賢章）×門脇歩（下野紘） | 「Who is the Winner」 | 電視動畫『疾走王子Alternative』角色歌曲                 |
| 10月5日  | 電視動畫『文豪Stray Dogs』角色歌曲迷你專輯 其之參                | 芥川龍之介（小野賢章） | 「揺らぐ暗澹の世界から」 | 電視動畫『文豪Stray Dogs』關聯曲                        |

## 腳註

## 外部連結
- （日語） 小野賢章 Artist Profile （页面存档备份，存于）animo produce官方網頁
- （日語） 小野賢章 Lantis web site （页面存档备份，存于）唱片公司官方網頁
- （日語） 小野賢章  （页面存档备份，存于）Powered by Ameba
- （日語） 私立小野付屬【賢章學園】 （页面存档备份，存于）小野賢章官方粉絲網站
- （日語） 網絡節目『賢章局』 （页面存档备份，存于）niconico 官方網頁
- （日語）小野賢章的X（前Twitter）